# 송도 캠퍼스타운
송도 롯데캐슬캠퍼스타운(영어: Songdo Lotte Castle Campus Town)은 대한민국 인천광역시 연수구 송도국제도시 (송도동)에 완공된 마천루이자 초고층 아파트 단지다. 2012년에 착공하여 2016년에 완공하였고 101동에서 106동과 201동에서 202동이 있으며 총 8개동으로 구성되며 최고 55층 높이의 101동 아파트 단지가 있다.
인천광역시에 위치한 송도는 송도국제도시(송도신도시)를 가리키는 말이며 부산광역시 서구 암남동에 위치한 송도해수욕장을 가리키는 말이라고도 한다. 캠퍼스는 대학 관련 건물들이 위치한 부지를 가리키고 타운은 주택이 있는 마을을 가리킨다.

## 역사와 디자인
송도 국제화 복합단지 M1BL 블럭 복합주거가 2012년에 (주)무영건축이 디자인을 했다. 10월 12일에 착공하여 건축 및 개발되고 컨소시엄으로 시공되었으며 2016년 3월에 완공하였다.

## 구성
송도 롯대캐슬 캠퍼스타운은 한 개의 마천루가 아니라 101동 최고 55층, 207m, 102동 최고 49층, 184m, 103동 최고 47층, 177m, 104동 최고 49층, 184m, 105동 최고 47층, 177m, 106동 최고 46층, 173m, 201동 최고 47층, 177m, 202동 최고 46층, 173m의 8개동의 마천루 단지로 구성되어 있으며 2012년에 착공하여 2016년 사이에 건축되었고 모두 주상복합 아파트 및 오피스텔으로 사용하게 되며 국민들에게 거주가 가능하게 되었다. 캠퍼스타운 에비뉴 상가는 지상 1층에서 3층으로 구성된다.

### 1단지
1단지는 아파트이며 전체 6개 동 중 101, 102, 103, 104, 105, 106동의 마천루를 일컫는다.
| 동 명칭 | 층수 | 높이 |
| ------- | ---- | ---- |
| 101동   | 55층 | 207m |
| 102동   | 49층 | 184m |
| 103동   | 47층 | 177m |
| 104동   | 49층 | 184m |
| 105동   | 47층 | 177m |
| 106동   | 46층 | 173m |

### 2단지
2단지는 오피스텔이며 송도 캠퍼스타운 스카이라고 하며 전체 2개 동 중 201, 202동의 마천루를 일컫는다.
| 동 명칭 | 층수 | 높이 |
| ------- | ---- | ---- |
| 201동   | 47층 | 177m |
| 202동   | 46층 | 173m |

## 특징
타워형 아파트라고 불리며 아파트와 오피스텔이 있다. 아파트는 일반아파트고 캠퍼스타운 스카이는 오피스텔이다.

## 시설

### 주변 시설
1단지의 주변 시설에는 어린이놀이터, 주민운동시설, 관리사무소, 선큰가든, 실버클럽(경로당), 키즈클럽(보육시설), 커뮤니티센터, 휴게소, 산책로가 있다.
2단지의 주변 시설에는 스트리트 몰, 판매시설, 옥상정원, 휴게소, 어린이놀이터, 생태연못, 주민운동시설, 잔디광장 등이 있다.

### 내부 시설
1단지의 아파트와 2단지의 오피스텔의 시설이 있으며 그 외에도 입주민을 위한 시설이 있다.
| 층수                | 시설               |
| ------------------- | ------------------ |
| 2층 ~ 55층          | 아파트 및 오피스텔 |
| 1층                 | 로비               |
| 지하 4층 ~ 지하 1층 | 지하주차장         |

## 갤러리

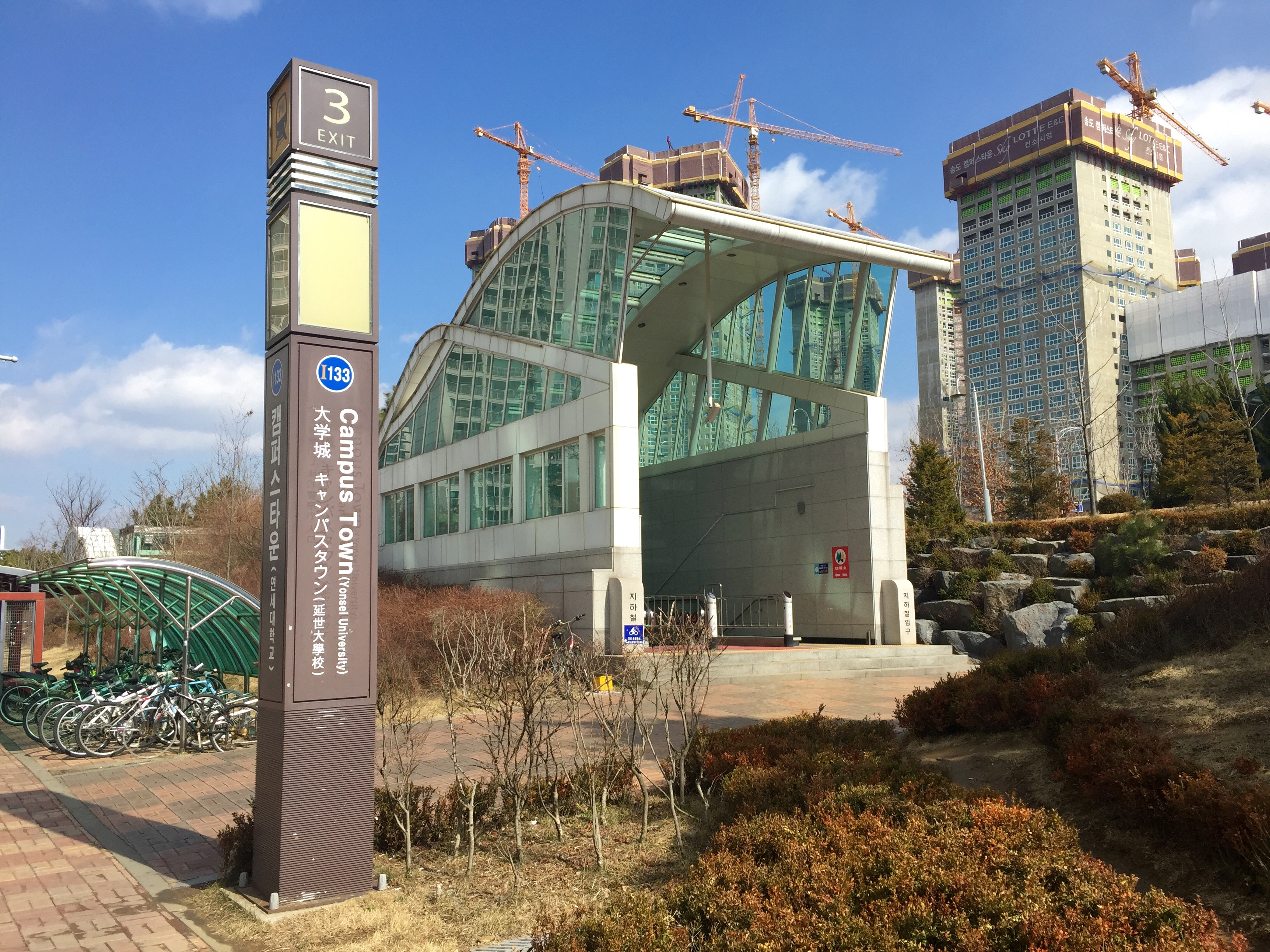

## 같이 보기
- 대한민국의 마천루 목록
- 인천광역시의 마천루 목록